# Wetboek van vennootschappen
Het Wetboek van vennootschappen van 7 mei 1999 (W.Venn.) was een Belgische wet die het wettelijke kader regelde van de Belgische privaatrechtelijke vennootschappen met een commerciële of burgerlijke doelstelling, al dan niet met rechtspersoonlijkheid. De wet werd afgeschaft in 2019 en vervangen door het Wetboek van vennootschappen en verenigingen.

## Structuur van het wetboek
Het wetboek heeft 17 boekdelen met Romeinse cijfers aangeduid. Deze zijn verder onderverdeeld in Titels en dan Hoofdstukken. De Strafbepalingen worden gegroepeerd op het einde van elke titel. Nietigheden worden zoveel mogelijk direct na elk materieel artikel geplaatst.
De boeken gaan van algemeen naar bijzonder. Eerst komt boek 1 met definities en algemene bepalingen. Daarna boek 2 met regels voor alle vennootschappen. Boek 3 handelt over de vennootschappen zonder rechtspersoonlijkheid. Dit wordt gevolgd door boek 4 met regels voor alle vennootschappen met rechtspersoonlijkheid. Boek 5 tot 9 handelt over elke vennootschap met rechtspersoonlijkheid. Boek 10 over vennootschappen met een sociaal oogmerk. Boek 11 over herstructurering van vennootschappen en boek 12 over de omzetting van vennootschappen. Boek 13-16 over de overige vennootschappen en boek 17 met bijkomende bepalingen.

## Vennootschapsvormen
Het gaat met name over de volgende vennootschappen:
- Personenvennootschappen zonder rechtspersoonlijkheid
  - de maatschap (MTS)
  - de tijdelijke handelsvennootschap (tv)
  - de stille handelsvennootschap (sv)
- Personenvennootschappen met rechtspersoonlijkheid
  - de vennootschap onder firma (VOF)
  - de gewone commanditaire vennootschap (Comm.V)
  - de landbouwvennootschap (LV)
  - het economisch samenwerkingsverband (ESV)
- Kapitaalvennootschappen:
  - de commanditaire vennootschap op aandelen (Comm.VA)
  - de besloten vennootschap met beperkte aansprakelijkheid (BVBA)
  - de eenpersoons-besloten vennootschap met beperkte aansprakelijkheid (EBVBA)
  - de naamloze vennootschap (NV)
  - de coöperatieve vennootschap met onbeperkte en hoofdelijke aansprakelijkheid (CVOA)
  - de coöperatieve vennootschap met beperkte aansprakelijkheid (CVBA)

Het wetboek ontstond door uitlichting uit onder meer het oudere Wetboek van Koophandel van 10 september 1807 en uit het Burgerlijk Wetboek.

## Volledige herziening
Op 1 mei 2019 verving het nieuwe Wetboek van vennootschappen en verenigingen zowel het wetboek van 1999 als de vzw-wet van 27 juni 1921. Het wetsontwerp werd spottend de "wet-Eubelius" genoemd, aangezien het is opgesteld door advocaten van het kantoor Eubelius. Op 27 november 2018 zette de Kamercommissie Justitie in tweede lezing het licht op groen voor het nieuwe “Wetboek van Vennootschappen en verenigingen”.
Met de nieuwe wet van 2019 werd het aantal vennootschapsvormen sterk teruggedrongen en wordt de bvba grotendeels getransformeerd naar de bv, naar Nederlands model. Zo werd bijvoorbeeld de minimumkapitaalplicht van € 18.550 bij oprichting van de vennootschap afgeschaft. Ook de naamloze vennootschap onderging een paar wijzigingen, maar dit zijn eerder moduleringen in de context van de wetgevende vrijheid binnen het Europeesrechtelijk verhaal.